# Đái Tố
Đái Tố vương (chữ Hán: 帶素王; tiếng Triều Tiên: 대소왕; 73 TCN—tháng 2 âm lịch, 22 CN) là vị vua thứ 3 và là vị vua cuối cùng của nước Dongbuyeo hay Đông Phù Dư. Dưới thời của Daeso, Dongbuyeo liên minh với nhà Hán và vài lần tấn công vương quốc trẻ Goguryeo. Daeso thường được xem là anh cùng cha khác mẹ với Jumong. Daeso là con trưởng của vua Geumwa với hoàng hậu Nguyên Hựu, ngoài ra ông còn có một người em trai khác nữa là Yeongpo (Ưng Phổ).

## Nền tảng
Vua Daeso là con trai cả của vua Geumwa (Kim Oa) và là cháu trai của Hae Buru (Giải Phủ Lũ) người sáng lập và cai trị đầu tiên của Dongbuyeo.
Daeso không có con cũng như không có sự chứng minh về nhận con nuôi.

## Thái tử Đông Phù Dư
Daeso là thái tử, con trưởng của quốc vương Kim Oa nước Đông Phù Dư. Tuy nhiên điều này cũng không làm cho tài năng và vị trí của Daeso trong gia đình hoàng gia thoát khỏi cái bóng lớn Jumong, người em nuôi của ông ta. Tài bắn cung và khả năng đứng đầu nổi trội của Jumong đã là nguyên nhân cho lòng ghen ghét và sự ganh tị kinh khủng từ Daeso và sáu người anh em của mình. Jumong biết sự có mặt của anh ở Dongbuyeo sẽ dần trở thành mối nguy hiểm cho chính mình, và quyết định trở lại vùng đất của tổ tông dòng họ của chàng, Jolbon Buyeo. Năm 36 TCN, Daeso đánh đuổi Jumong tới một con sông, nơi mà Jumong đã sáng lập ra một quốc gia mới, một triều đại mới. Năm 37 TCN, Jumong sáng lập triều đại Cao Khấu Ly, và vua Kim Oa nhường ngôi cho Deaso vào năm 24 TCN. Daeso lên ngôi và trở thành vua của Đông Phù Dư lúc 49 tuổi. Cựu hoàng Kim Oa mất năm 7 TCN.

## Vua của Dongbuyeo
Gây chiến với Goguryeo và Liên minh Với Triều đại nhà Hán
Daeso đã yêu cầu một liên minh với triều đại nhà Hán (đời vua Nhũ Tử Anh), và tuyển đủ quân để tăng cường sức mạnh quân đội hòng tấn công Goguryeo. Tuy nhiên trước khi tấn công, ông ta cũng gửi một sứ giả tới Vua của Goguryeo là Yuri (Lưu Ly Minh Vương), ra lệnh cho Yuri phải gửi một con tin hoàng gia cho Dongbuyeo. Goguryeo kháng lại mệnh lệnh và gây ra cuộc chiến tranh đầu tiên giữa thời Goguryeo-Dongbuyeo vào năm 6 CN. Daeso trực tiếp dẫn dắt 50.000 quân Dongbuyeo và quân Hán xâm nhập Goguryeo, nhưng bắt buộc phải rút lui do tuyết bắt đầu rơi rất nặng. Vì lý do này, Daeso phải đợi bảy năm để chiếm lại những sự mất mát do sự gây chiến lần đầu tiên với Goguryeo. Và rồi, vào năm 13 CN, Daeso dẫn dắt quân đội xâm nhập Goguryeo một lần nữa. Thời gian này, Hae Muhyul, một hoàng tử Goguryeo và là cháu nội của Jumong, đã dẫn dắt quân đội của Goguryeo lập kế hoạch kỹ sau đó phục kích và tàn sát tất cả quân đội của Daeso. Chỉ ông ta và số ít những binh lính của ông ấy thoát khỏi về nhà. Với hai sự thất bại này, kinh tế của Dongbuyeo rơi và sự hỗn loạn tất yếu.

## Cái chết
Sau cái chết của Vua Goguryeo là Yuri vào năm 18, Thái tử Hae Muhyul lên ngôi, gọi là Đại Vũ Thần Vương. Đại Vũ Thần Vương đã dẫn quân đội đi xâm chiếm Dongbuyeo, từ từ thôn tín dân tộc này. Đến tháng 2 âm lịch năm 22 CN, gần chín năm sau cuộc chiến năm 13 CN, Daeso đã thất bại hoàn toàn và bị giết, hưởng thọ 95 tuổi. Đông Phù Dư bị diệt vong, lãnh thổ của nó bị sáp nhập vào Cao Câu Ly.
Tàn dư của Dongbuyeo di chuyển đến sông Galsa, thành lập quốc gia Galsa Buyeo và có quan hệ tốt với Goguryeo. Đến năm 68 thì Galsa Buyeo sáp nhập vào Goguryeo.